# Amathia tortuosa
Amathia tortuosa är en mossdjursart som beskrevs av Tenison Woods 1880. Amathia tortuosa ingår i släktet Amathia och familjen Vesiculariidae. Inga underarter finns listade i Catalogue of Life.